# Dia del mestre
El dia del mestre és una festivitat commemorativa dedicada als mestres, catedràtics i professors. Generalment els alumnes i estudiants donen regals als mestres aquell dia. En algunes escoles s'organitzen festivals.
Se celebra en diferents dates d'acord amb cada país. La UNESCO promou la celebració del Dia Mundial de l'Ensenyant el 5 d'octubre, data en la qual, l'octubre de 1966, es va publicar la Recomanació conjunta de la OIT y la UNESCO relativa a la Situació del Personal Docent.
En el cas d'Amèrica, hi va haver una recomanació de celebrar el Dia Panamericà del Mestre l'11 de setembre (mort de Sarmiento) per la Conferència Interamericana d'Educació, celebrada a Panamà el 1947.
A Amèrica:
- Argentina, 11 de setembre (Mort de Domingo Faustino Sarmiento)
- Bolívia, 6 de juny (Fundació de la primera Escola de Mestres a Sucre i naixement de Modesto Omiste Tinajeros)
- Brasil, o Dia do Professor, 15 d'octubre (L'Emperador del Brasil Pere I firma la llei que promourà la creació d'escoles de primeres lletres a totes les ciutats, viles i llocs populars)
- Canadà, 5 d'octubre (Dia Mundial del Mestre)
- Colòmbia, 15 de maig (papa Pius XII va proclamar a Sant Joan Baptista de la Salle com a Patró Celestial de Tots els Educadors)
- Costa Rica, 22 de novembre (Onomàstic de Mauro Fernández Acuña)
- Cuba, 22 de desembre (declaració de Cuba Territori lliure d'analfabetisme)
- Xile, com a dia del Professor, 16 d'octubre (Fundació del Col·legi de Professors)
- Equador, 13 d'abril (Naixement de Juan Montalvo)
- El Salvador, 22 de juny
- EUA, dimarts de la primera setmana de maig
- Guatemala, 25 de juny (assassinat de la mestra María Chinchilla)
- Hondures, 17 de setembre (Homenatge a José Trinidad Reyes)
- Mèxic, 15 de maig (Presa de Querétaro)
- Nicaragua, 29 de juny (Homenatge a Emanuel Mongalo i Rubio)
- Panamà, 1 de desembre (Naixement de Manuel José Hurtado)
- Perú, 6 de juliol (fundació de la primera Escola Normal de Barons)
- Puerto Rico, divendres de la primera setmana del mes de maig
- República Dominicana, 30 de juny
- Uruguai, 22 de setembre
- Veneçuela, 15 de gener (Fundació de la Societat de Mestres d'Instrucció Primària el 1932)

A Europa:
- Espanya, 27 de novembre
- Portugal, o Dia do Professor; Països Baixos, Dag van de Leerkracht, 5 d'octubre (Dia Mundial del Mestre)
- Rússia, 1 de setembre

A Àsia:
- Vietnam, 20 de novembre